# Porogavelinella
Porogavelinella es un género de foraminífero bentónico de la familia Eponididae, de la superfamilia Discorboidea, del suborden Rotaliina y del orden Rotaliida. Su especie tipo es Porogavelinella ujiiei. Su rango cronoestratigráfico abarca desde el Pleistoceno hasta la Actualidad.

## Clasificación
Porogavelinella incluye a la siguiente especie:
- Porogavelinella ujiiei